# Ivan Putski
Joseph Bednarski (21 de enero de 1941) es un ex luchador profesional y culturista polaco. A lo largo de su carrera como luchador recibió el seudónimo de Ivan Putski.
Entre sus viejos contrincantes se encuentran Iron Sheik, Ivan Koloff, y Jesse Ventura.

## Primeros años
Putski nació en Polonia y emigró a los Estados Unidos en sus primeros años de vida. La familia se instaló en Texas, donde años después Putski comenzó su carrera en la lucha libre.

## Carrera como luchador
El 9 de febrero de 1970 Putski derrotó a Bruce Bernard y a Missouri Mauler en el NWA American Tag Team Championship. Él ganó el NWA Texas Tag Team Championship con José Lothario dos veces en 1973.
A mediados de 1974, Putski comenzó a trabajar en la American Wrestling Association.

### World Wrestling Entertainment
Putski debutó en la World Wrestling Entertainment (WWE) en 1976. En esta federación, Putski fue enemistado con varios otros luchadores, tales como Bruiser Brody, Stan Hansen, e Ivan Koloff. El 25 de junio de 1976 Putski derrotó a Baron Mikel Scicluna en el Showdown at Shea.Cuatro años más tarde, el 9 de agosto de 1980 Putski tuvo otra victoria en el Shea al derrotar a Johnny Rodz.
El 22 de octubre de 1979, Putski y Tito Santana derrotaron en pareja a Johnny y Jerry Valiant y ganaron el WWE World Tag Team Championship. Poco tiempo después Putski comenzó a descender en su carrera .Ganó su último campeonato en 1981 y se retiró temporalmente en 1985.

### World Wrestling Federation
Putski volvió a la WWF en noviembre de 1987, Pero fue vencido en una lucha de leyendas de la WWF por el exluchador Danny Spivey.
En 1995, Ivan fue introducido en el WWE Salón de la Fama por su hijo Scott. El padre y el hijo lucharon juntos en julio de 1997 para derrotar en pareja s Jerry Lawler y Brian Christopher en el Raw Is War.

## Culturismo
Además de la lucha, Ivan Putski entrenó también como culturista. Putski participó en la competición de el hombre más fuerte del mundo en 1978 donde salió octavo. Putski ganó su increíble fuerza en las piernas corriendo subiendo y bajando escalones en un estadio de Austin Texas.

## Campeonatos y logros
- Big Time Wrestling
  - NWA American Tag Team Championship (1 vez) – con Jose Lothario[1][2]
  - NWA Texas Tag Team Championship (2 veces) – con Jose Lothario[3][4]
- Southwest Championship Wrestling
  - SCW World Tag Team Championship (1 vez) – con Wahoo McDaniel
- World Wrestling Federation
  - WWF Tag Team Championship (1 vez) – con Tito Santana
  - WWF Hall of Fame (Clase 1995)
- Wrestling Observer Newsletter
  - Luchador Favorito de los Lectores (1984)
  - Peor Luchador (1984)
- Pro Wrestling Illustrated
  - Equipo del año (1979) — con Tito Santana[5]